# Organisation für wirtschaftliche Zusammenarbeit
Die Organisation für wirtschaftliche Zusammenarbeit, kurz OWZ (englisch Economic Cooperation Organization, ECO) wurde 1985 von Iran, Pakistan und der Türkei gegründet mit dem Ziel, eine Art Freihandelszone zu schaffen.
Die OWZ hat ihren Sitz in der iranischen Hauptstadt Teheran. Sie ist die Nachfolgeorganisation der Organisation Regionale Zusammenarbeit für Entwicklung (Regional Cooperation for Development, RCD), die von 1964 bis 1979 bestand und hat unterdessen sieben neue Mitglieder aufgenommen:
Afghanistan, Aserbaidschan, Kasachstan, Kirgisistan, Tadschikistan, Turkmenistan und Usbekistan.
Die geographische Lage der von der OWZ umfassten Region befindet sich zwischen einer Reihe von politisch und wirtschaftlich mächtigen Blöcken:
- Südlich: Arabische Liga/Golf-Kooperationsrat
- Westlich: Europäische Union
- Nördlich: Eurasische Wirtschaftsunion (mit Überschneidungen)
- Östlich: China/Indien, Schanghaier Organisation für Zusammenarbeit (SOZ), ASEAN, SAARC (mit Überschneidungen)

## Organisation/Organe
Die OWZ arbeitet wie andere supranationale Organisationen mit vielfältigen Organen:
- Das mindestens zweijährliche Gipfeltreffen der Regierungschefs (13 Mal zwischen 1992 und 2017).
- Der Außenministerrat, das wichtigste operative Entscheidungsorgan, das sich regelmäßig und außerordentlich zusammentritt.
- Der Rat der permanenten Vertreter, der mit der Implementierung der Entscheidungen beschäftigt ist.
- Der Regionale Planungsrat tritt als technisches Planungsorgan zusammen, um neue Programme zu entwickeln und den Außenministerrat vorzubereiten
- Weitere Ministertreffen für diverse Ressorts sowie andere Treffen nach Bedarf
- Sekretariat

Die wichtigsten Themenbereiche umfassen
- Handel
- Transport und Netzwerke
- Energie
- Tourismus
- Wirtschaftswachstum und Produktivität
- Wohlfahrt und Umwelt
- Partnerschaften
- Aus- und Weiterbildung

## Geschichte
1988 wurde eine gemeinsame Postorganisation gegründet (die South and West Asia Postal Union), 1990 dann eine gemeinsame Industrie- und Handelskammer. 1991 unterzeichneten die Mitglieder der OWZ ein Protokoll über Präferenzzölle. 1992 wurden außerdem eine OWZ-Investitionsbank und eine Kulturorganisation gegründet. Zusätzlich strebt die OWZ eine Zollunion an.

## Mitgliedstaaten und Kennzahlen
Die OWZ hat derzeit zehn Mitgliedstaaten, die nachfolgend mit einigen Daten von 2013 aufgelistet sind:
| Mitgliedstaat | BIP pro Kopf (US-$) | Staatsschuldenquote | Korruptionsindex | CO₂-Emission pro Kopf (in t) | Index der menschlichen Entwicklung |
| ------------- | ------------------- | ------------------- | ---------------- | ---------------------------- | ---------------------------------- |
| Afghanistan   | 679                 | –                   | 8                | 0,26                         | 0,468                              |
| Aserbaidschan | 7.900               | 14                  | 28               | 4,98                         | 0,747                              |
| Iran          | 4.751               | 11                  | 25               | 8,13                         | 0,749                              |
| Kasachstan    | 12.843              | 14                  | 26               | 17,36                        | 0,757                              |
| Kirgisistan   | 1.280               | 48                  | 24               | 1,2                          | 0,628                              |
| Pakistan      | 1.308               | 63                  | 28               | 0,93                         | 0,537                              |
| Tadschikistan | 1.045               | 29                  | 22               | 0,42                         | 0,607                              |
| Türkei        | 10.815              | 36                  | 50               | 4,10                         | 0,759                              |
| Turkmenistan  | 7.112               | 21                  | 17               | 8,06                         | 0,698                              |
| Usbekistan    | 1.868               | 9                   | 17               | 3,81                         | 0,661                              |

| Mitgliedstaat | Arbeitslosenquote | Inflationsrate | Straßenbefestigungsrate | Ärztedichte (/10.000) |
| ------------- | ----------------- | -------------- | ----------------------- | --------------------- |
| Afghanistan   | 35,0 %            | 7,4 %          | 29,3 %                  | 2                     |
| Aserbaidschan | 6,0 %             | 2,4 %          | 50,6 %                  | 38                    |
| Iran          | 16,0 %            | 34,7 %         | 80,6 %                  | 9                     |
| Kasachstan    | 5,3 %             | 5,8 %          | 89,5 %                  | 39                    |
| Kirgisistan   | 8,6 %             | 6,6 %          | –                       | 23                    |
| Pakistan      | 6,6 %             | 7,3 %          | 72,2 %                  | 8                     |
| Tadschikistan | 2,5 %             | 5,0 %          | –                       | 20                    |
| Türkei        | 9,3 %             | 7,5 %          | 91,3 %                  | 15                    |
| Turkmenistan  | 60,0 %            | 6,8 %          | 81,2 %                  | 24                    |
| Usbekistan    | 4,9 %             | 11,2 %         | 87,3 %                  | 26                    |

## Partnerschaftsdialog- und Beobachterstatus
Andere Staaten, sowie internationale und regionale Organisationen können einen Partnerschaftsdialog- und Beobachterstatus verliehen bekommen, soweit sie für die OWZ relevant und mit ihren Prinzipien vereinbar sind. Die Aufnahme wird einstimmig beschlossen. Zum Stand Dezember 2018 wurden die Folgenden aufgenommen:
- Türkische Republik Nordzypern (seit Oktober 2014)
- Turkischer Rat (seit Oktober 2014)
- Energiechartakonferenz (seit Februar 2017)